# Setsuko Hara

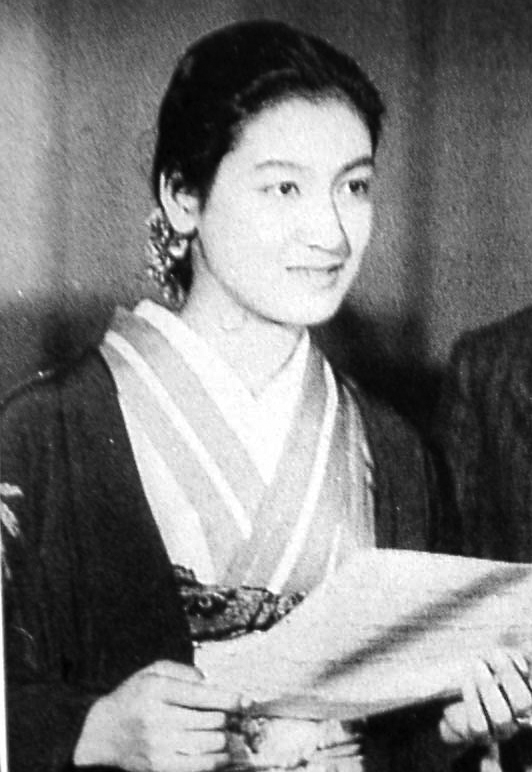
Setsuko Hara (1936)

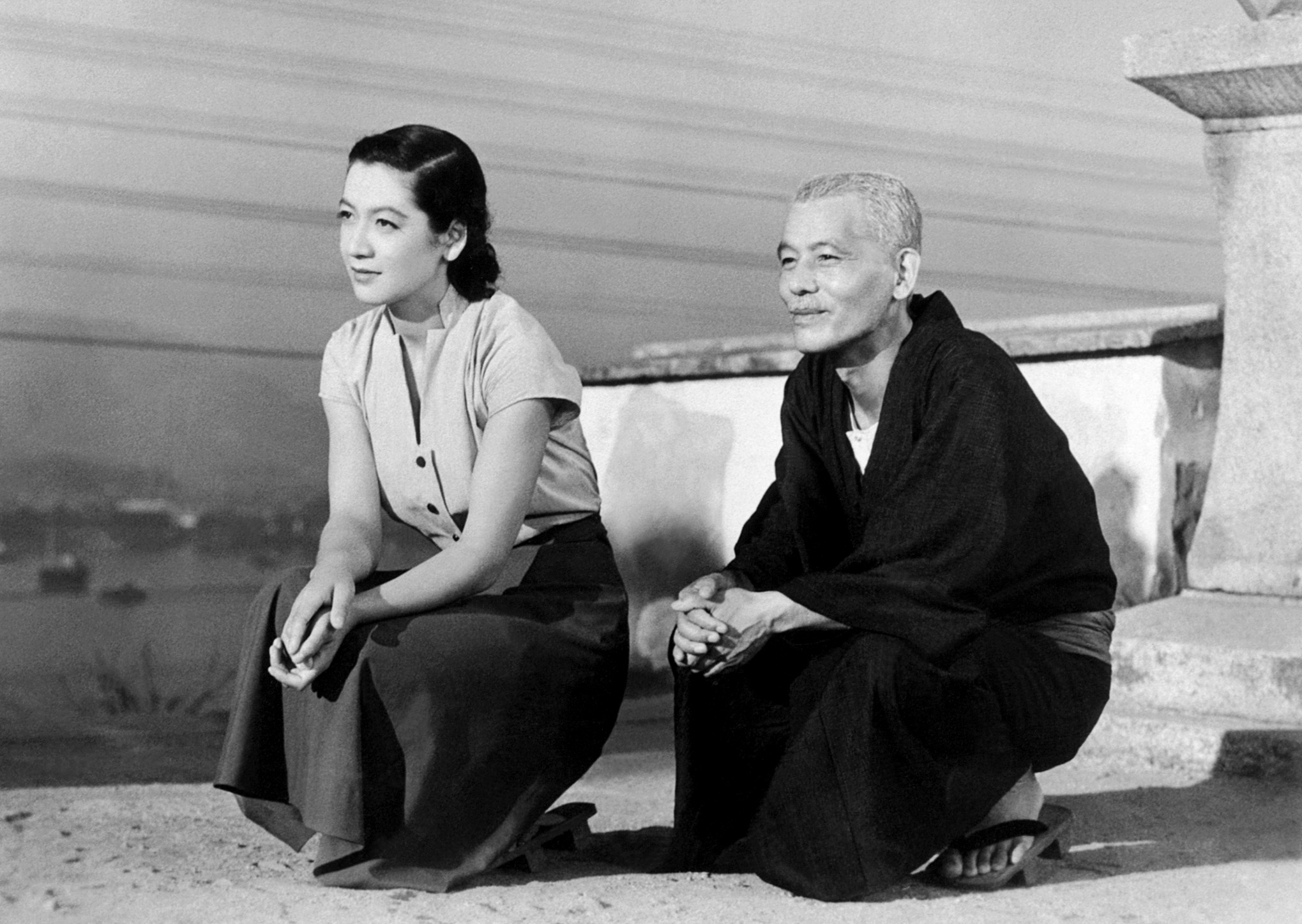
Setsuko Hara und Ryū Chishū in Die Reise nach Tokyo, 1953

Hara Setsuko (japanisch 原 節子 Hara Setsuko, wirklicher Name 会田 昌江 Aida Masae; * 17. Juni 1920 in Yokohama, Japan; † 5. September 2015 in der Präfektur Kanagawa) war eine japanische Schauspielerin, die vor allem durch ihre Zusammenarbeit mit Yasujiro Ozu bekannt wurde.

## Leben
Setsuko Hara kam als Vierzehnjährige zum Filmgeschäft, als ihr Schwager, der Regisseur Hisatora Kumatani, sie ermutigte, bei dem Filmstudio Nikkatsu vorzusprechen. Sie wurde sofort für eine Hauptrolle in dem Liebesfilm Tamerau nakare wakodo yo engagiert. Der Durchbruch für Hara kam, als der deutsche Regisseur Arnold Fanck sie entdeckte und ihr 1936 die Hauptrolle in der deutsch-japanischen Coproduktion Die Tochter des Samurai gab. Während des Zweiten Weltkriegs wurde Hara die populärste Schauspielerin Japans. Nach Ende des Krieges begann ihre erfolgreichste Zeit, in der sie mit den Regisseuren Akira Kurosawa (so in der Dostojewski-Verfilmung Der Idiot 1951), Mikio Naruse und Yasujiro Ozu zusammenarbeitete.
Setsuko Hara ist eine der Symbolfiguren für die Goldene Zeit des japanischen Kinos der 1950er Jahre. Ihr Spitzname war Die ewige Jungfrau (sie blieb im wahren Leben unverheiratet) und sie galt als Inbegriff des während des Zweiten Weltkriegs populären Frauentypus Yamato nadeshiko. Vor allem ihre Arbeit mit Ozu ist heute noch in Erinnerung; sie wirkte in sechs seiner Filme mit, darunter in der Noriko-Trilogie mit den Filmen Später Frühling (Banshun, 1949), Weizenherbst (Bakushū, 1951) und Die Reise nach Tokyo (Tokyo monogatari, 1953). In diesen drei Filmen spielte Hara jeweils Charaktere namens Noriko, die zwar jeweils unterschiedliche Figuren sind, aber alle ihr Merkmal als alleinstehende Frauen im Nachkriegsjapan miteinander gemein haben. Die Reise nach Tokyo wird von vielen als ihr bester und bekanntester Film betrachtet. Während dieser Zeit wurde Hara aber immer wieder durch Erkrankungen zu längeren Pausen gezwungen, wobei auch der Unfalltod ihres Bruders sie zusätzlich belastete. Ihr letzter Film mit Yasujiro Ozu war Der Herbst der Familie Kohayagawa (Kohayagawa-ke no aki, 1961), Ozus vorletzter Film vor seinem Tod im Jahr 1963.
Kurz nach Ozus Tod zog sich Setsuko Hara vollständig von der Schauspielerei zurück. Es ist nicht klar, ob Ozus Tod oder aber ihr eigener Gesundheitszustand für diesen Rückzug verantwortlich war. Hara lebte seitdem in der japanischen Küstenstadt Kamakura, in der sich auch Ozus Grab befindet. Die äußerst zurückgezogen lebende Schauspielerin lehnte sämtliche öffentlichen Auftritte ab. Vermutlich hat dieses plötzliche Karriereende mit zu ihrem legendären Ruhm beigetragen. Haras Leben gilt als ein Vorbild für Satoshi Kons Animationsfilm Millennium Actress. Sie verstarb am 5. September 2015 im Alter von 95 Jahren an einer Lungenentzündung, ihr Tod wurde jedoch erst über zwei Monate später bekannt gegeben.

## Filmografie (Auswahl)
- 1935: Tamerau nakare wakodo yo (engl.: Don’t Hesitate, Young Folks) – Regie: Tetsu Taguchi
- 1937: Die Tochter des Samurai (Atarashiki tsuchi) – Regie: Arnold Fanck und Mansaku Itami
- 1942: Die Schlacht von Hawaii und in der Malaien-See (Hawai marē oki kaisen) – Regie: Kajirō Yamamoto
- 1946: Kein Bedauern für meine Jugend (Waga Seishun ni Kuinashi) – Regie: Akira Kurosawa
- 1949: Später Frühling (Banshun) – Regie: Yasujirō Ozu
- 1947: Ball im Hause der Familie Anjō (Anjōke no butōkai) – Regie: Kōzaburō Yoshimura
- 1951: Der Idiot (Hakuchi) – Regie: Akira Kurosawa
- 1951: Weizenherbst (Bakushū) – Regie: Yasujirō Ozu
- 1953: Die Reise nach Tokyo (Tōkyō monogatari) – Regie: Yasujirō Ozu
- 1954: Berggrollen (Yama no oto) – Regie: Mikio Naruse
- 1956: Shu-u (engl.: Sudden Rain) – Regie: Mikio Naruse
- 1957: Tokio in der Dämmerung (Tōkyō boshoku) – Regie: Yasujirō Ozu
- 1960: Wie ein Stein am Wegesrand (Robo no ishi) – Regie: Seiji Hisamatsu
- 1960: Spätherbst (Akibiyori) – Regie: Yasujirō Ozu
- 1961: Der Herbst der Familie Kohayagawa (Kohayagawa-ke no aki) – Regie: Yasujirō Ozu
- 1961: Chūshingura – Regie: Hiroshi Inagaki